# Phytomastax artemisiana
Phytomastax artemisiana är en insektsart som beskrevs av Bei-bienko 1949. Phytomastax artemisiana ingår i släktet Phytomastax och familjen Eumastacidae. Inga underarter finns listade i Catalogue of Life.